# Marieke van der Lippe
Marieke Beatrix (Marieke) van der Lippe (Leiden, 31 januari 1965) is een Nederlandse cineast, documentairemaker en videokunstenaar, en docent aan de Willem de Kooning Academie.

## Levensloop
Marieke van der Lippe is een dochter van de zeeman en stukadoor Wuls van der Lippe en Maria J.A. Verhoeven, en ze is de zuster van de beeldend kunstenaar Klaar van der Lippe. Na de middelbare school in Leiden volgde Van der Lippe enige jaren de lerarenopleiding in Delft. 
Halverwege de jaren tachtig vertrok ze naar Rotterdam, waar van 1987 tot 1992 aan de Willem de Kooning Academie studeerde in de richting beeldhouwen. Sindsdien werkt ze in Rotterdam verder als filmmaker en mediakunstenaar, waarbij ze digitale technieken combineert met andere materialen. In 2019 werd ze vaste docent audio visueel bij de Willem de Kooning Academie, en ze is ook actief bij het filmpodium Off Screen.
Haar werk begeeft zich tussen documentaire en fictie. "Toegepast dan wel autonoom zijn tegenstellingen die in mijn werk hun 'wezen' verliezen. " stelde ze. In 1996 is ze  bij de Prix de Rome onderscheiden met een basisprijs in de categorie Film & Video. Haar werk is in de bezit van onder andere Akzo Nobel, Provincie Zuid-Holland, en Boymans van Beuningen.

## Werk (een selectie)
(Korte) films
- 1994. Ni drama ni tragedia, documentaire met Moskou's reisverslag.
- 1999. Questions and Answers, met Harm Smit (Producent), Deelnemers aan Kort Rotterdams 1999.
- 2001. Standplaats Volmarijnstraat,
- 2009. Salvador Dalí’s ‘Landschap met touwtjespringend meisje’, voor Museum Boijmans Van Beuningen[6]
- 2009. Red Apple, Han van den Born, over het ontwerp van The Red Apple.
- 2010. Binnenste Buiten, over het werk achter de schermen bij de Kunsthal Rotterdam.
- 2010. Bleekneuzen voor het programma Off Screen van De Unie Rotterdam.[7]
- 2016. Re-Defining Balance (as a matter of fact). documentaire

Exposities, een selectie
- 1995. Video's van Marieke van der Lippe en schilderijen van Anuli Croon, CBK Rotterdam.[8]

Publicaties
- 1999. Marieke van der Lippe. Met Piet Molendijk. Boijmans-Museum catalogue.
- 2004. Brieven uit Barcelona: een reisgids

## Werken, een selectie
- Albert Elen over 15e-eeuwse Italiaanse prints in Boijmans, video 2.33 min
- Mienke Simon Thomas] over kunstcabinet Herman Doomer bij Boijmans, video 2.34 min
- Friso Lammertse ver Achilles Tapestrie van Rubens bij Boijmans, video 2.18 min